# Jan Hendrik Paling
Jan Hendrik Paling (Woerden, 14 december 1796 – Rotterdam, 23 februari 1879) was een Nederlands organist en pianobouwer.
Zijn ouders Rijk Paling (Janszoon) en Adrieana Geertruijda van Baarzel lieten hem op 21 december dopen in de Nederlands Hervormde kerk in Woerden, met vermelding van geboortedatum. Zelf trouwde hij met Aagje Paling. Twee zoons werden eveneens pianobouwer. Anton Adriaan Paling nam de fabriek van zijn vader over; Willem Hendrik Paling startte er één in Australië.
Hij studeerde aan een muziekschool in Woerden. Na de studie werd hij organist en beiaardier in Schiedam, alwaar hij ook muziekonderwijzer werd. In 1828 nam hij vrijwillig afstand van de post als stadsklokkenist en werd een sollicitatieprocedure gestart. Vanaf 1824 was hij terug in Rotterdam en wel als organist van de Remonstrantse Gemeente; hij zou die functie tot aan zijn dood vervullen. In die functie gaf hij regelmatig concerten, soms ten bate van goede doelen, zoals de slachtoffers van de Stormvloed van 1825.
In 1826 startte hij in de hoedanigheid van "Handelaar in muziek en muziekinstrumenten" samen met collega Willem Cornelis de Vletter J.H. Paling & Co, eveneens een handel en muziek en muziekinstrumenten, dat ook een onderdeel pianobouwer zou herbergen. Die fabriek zou net geen eeuw bestaan; in 1925 werd de fabriek door de nakomelingen verkocht aan Quispel. Vanaf 1844 (de oprichting) tot 1866 was hij docent piano en piano aan de Muziekschool van de Maatschappij tot Bevordering der Toonkunst. Die Maatschappij zou hem tot erelid benoemen. Hij componeerde ook enkele liederen en pianowerkjes (Gedichten en gezangen van Jan Schouten en Jan Hendrik Paling, Uitgeverij Immerzeel, 1819). Hij bedreef ook een kleine muziekuitgeverij. Hij was gedurende zijn leven betrokken bij de vernieuwing van het orgels in de bijvoorbeeld Laurenskerk in Rotterdam (rond 1943) en kerken in Zaamslag en IJsselmonde (jaren zestig), waarbij hij ook wel inspeelsessies hield.